# Medalla del 1500è Aniversari de Kíiv
La Medalla del 1.500è Aniversari de Kíiv (Rus:Медаль "В память 1500-летия Киева") és una medalla creada per commemorar la fundació de la ciutat de Kíiv l'any 882. Va ser la darrera de les medalles instituïdes en honor dels aniversaris de les ciutats. Va ser instituïda el 16 de maig de 1982 per Leonid Bréjnev.
Era atorgada:
- Als obrers, especialistes de l'economia nacional, els treballadors de la ciència i la cultura, les institucions estatals i les organitzacions socials, els militars, els pensionistes i a aquells que hagin treballat pel desenvolupament econòmic, social o cultural que viuen a Kíiv o als seus suburbis almenys des de fa 10 anys.
- Als participants de la defensa de Kíiv durant la Gran Guerra Patriòtica, als posseïdors de la "Medalla de la defensa de Kíiv", als guerrillers i partisans, que van lluitar a Kíiv i als seus voltants, a tots aquells que van prendre part en l'alliberament de la ciutat, independentment de la seva residència en l'actualitat.

## Història
Instituïda pel Decret de la Presidència del Consell Superior de l'URSS. La seva concessió és feta en nom de la Presidència del Consell Superior de l'URSS, del Consell Ciutadà de Kíiv i dels diputats populars.
Penja a l'esquerra del pit i se situa després de la "Medalla del 250è Aniversari de Leningrad"
L'autor del disseny va ser el pintor E.G. Kud.
Juntament amb la medalla s'atorgava un certificat acreditatiu.
Va ser atorgada sobre unes 780.180 vegades. La primera concessió va ser el 26 de maig de 1982: el secretari del Comitè Central del Partit Comunista d'Ucraïna la imposà al Secretari General del Comitè Central del Partit Comunista de la Unió Soviètica, President de la Presidència del Soviet Suprem de l'URSS, Leonid Bréjnev, per la seva "enorme aportació al desenvolupament social, cultural i econòmic de la capital d'Ucraïna, la ciutat heroica de Kíiv". Si bé aquesta dada no està del tot confirmada, sembla que la medalla era d'or i no pas de llautó.

## Disseny
Una medalla de llautó de 32 mm de diàmetre.
A l'anvers apareixen banderes onejant, sobre les quals surten raigs. Al davant apareix la imatge del monument en honor de la Revolució d'Octubre de la ciutat de Kíiv. A la part superior de la medalla apareix la inscripció В ПАМЯТЬ 1500-ЛЕТИЯ КИЕВА ("A la memòria del 1500è aniversari de Kíiv").
Al revers, a la part superior apareix l'Estrella d'Heroi de l'URSS i, a sota, en dues línies, apareix la inscripció ГОРОДУ-ГЕРОЮ СДАВА! ("A la Ciutat Heroica la Glòria!"). A la part inferior apareix la seu del Consell Superior Soviètic Ucraïnès i, a la dreta, la imatge del monument a la cultura del segle xi.
Penja d'un galó pentagonal de color verd de 24 mm. A les puntes hi ha una franja de 2 mm, blau cel a la dreta i vermell a l'esquerra, els colors de la bandera de la República Socialista Soviètica d'Ucraïna. Al mig hi ha una franja vermella de 8 mmm amb dues franges grogues de 0,5 mm, separades per 1 mm (per l'Orde de Lenin)